# Capilla real de Dreux
La capilla real de San Luis de Dreux  (en francés: Chapelle royale de Dreux) es la necrópolis tradicional de los miembros de la casa de Orleans. Fue edificada en Dreux, en el recinto del Castillo de Dreux, en el emplazamiento de una colegiata románica del siglo XII, por la duquesa de Orleans, esposa del célebre Felipe Igualdad, y continuada por sus descendientes.

## Historia

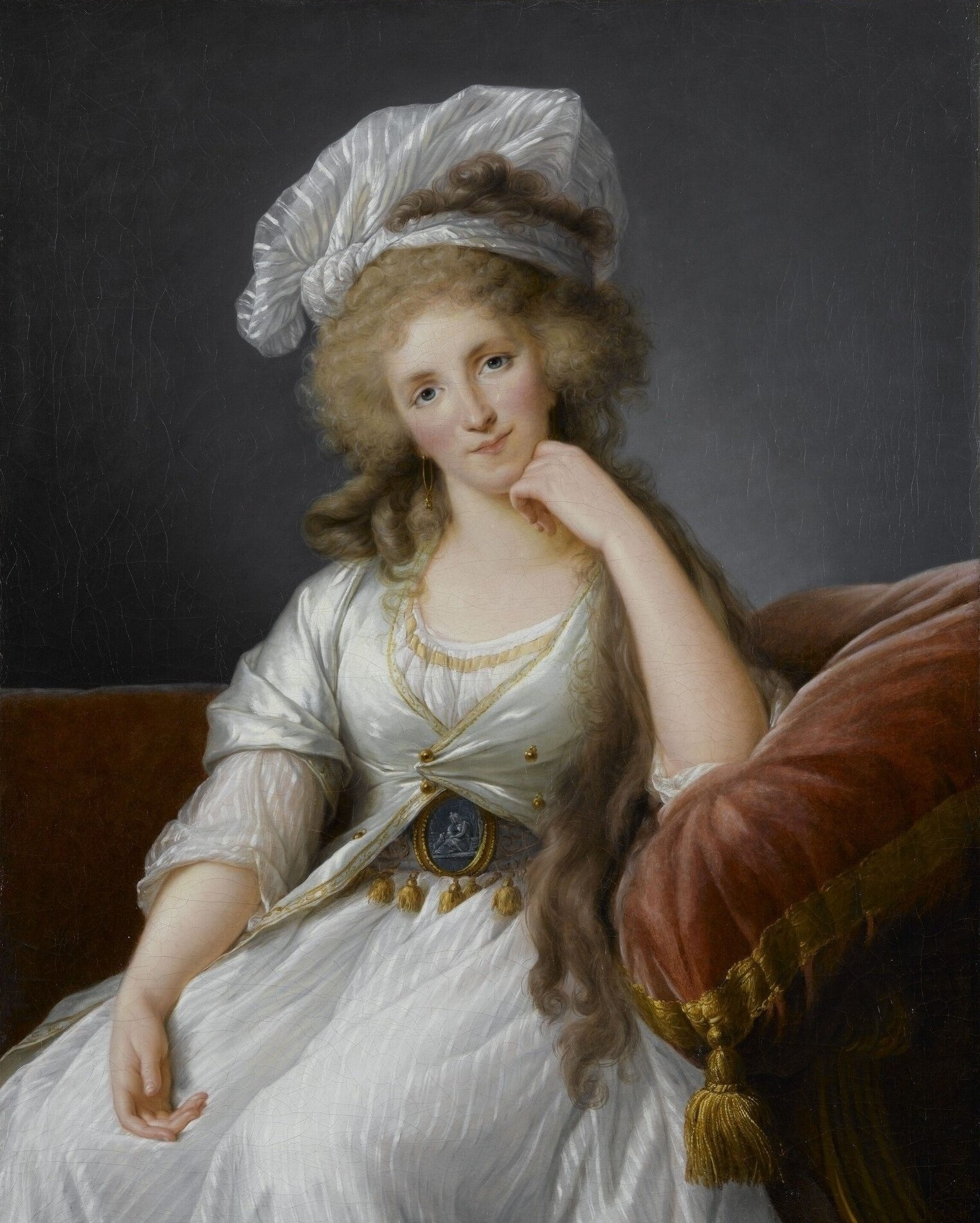
Luisa Adelaida de Borbón-Penthièvre, inició la construcción de la capilla de Dreux.

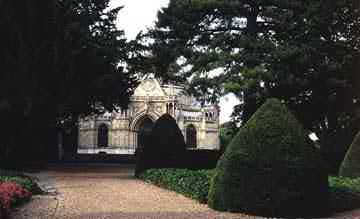
Entrada a la capilla real.

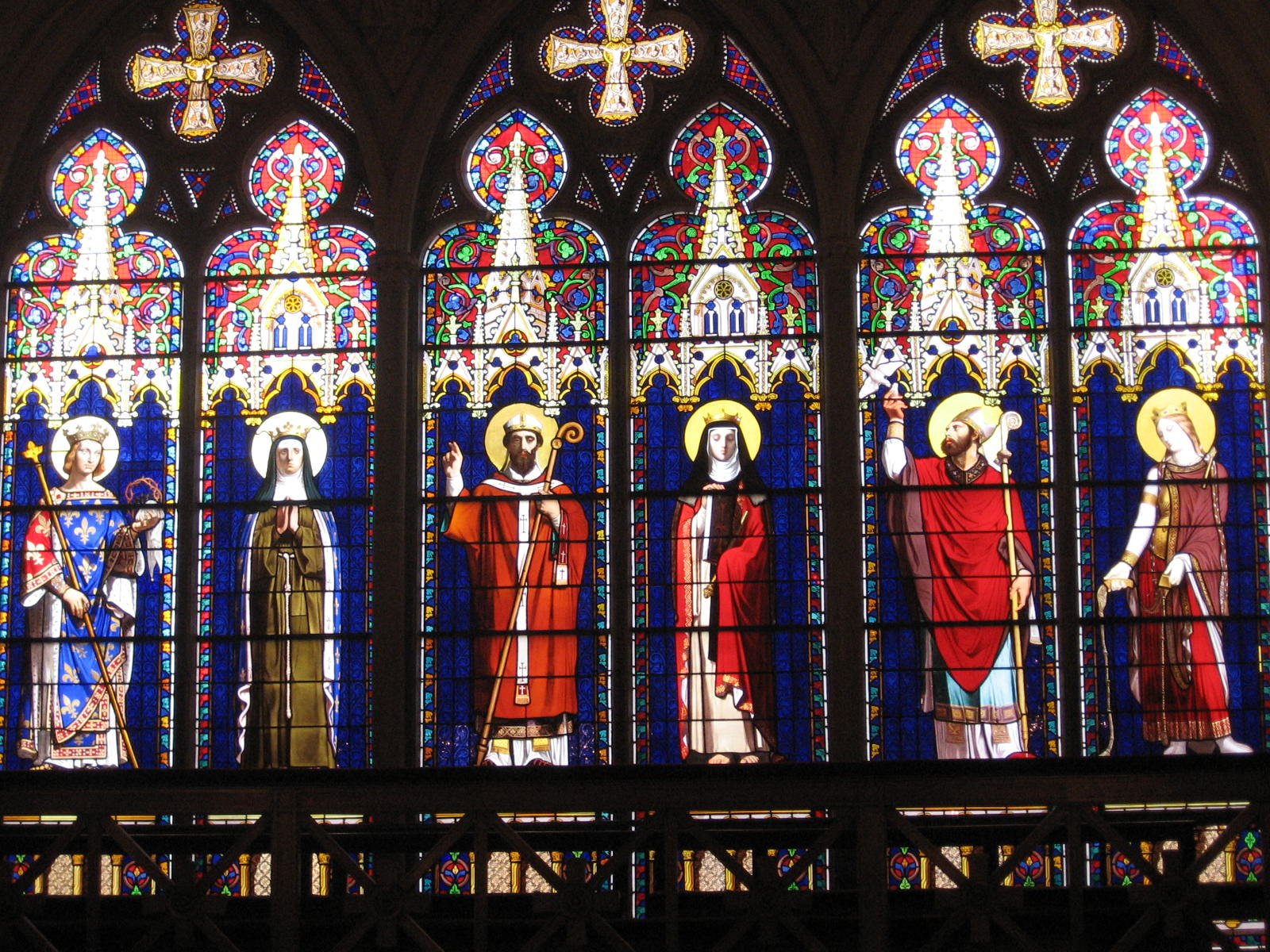
Bellos vitrales del interior.

En 1775, Luis Juan María de Borbón duque de Penthièvre, se ve forzado a entregar el ducado de Ramboullet a su primo Luis XVI, quien le transfirió a cambio el condado de Dreux. El 25 de noviembre de 1783 se transfieren de la iglesia de Rambouillet nueve féretros que contienen los cuerpos de los condes de Toulouse, padres del duque, su esposa María Teresa de Este, princesa de Módena, su hijo el príncipe de Lamballe y de sus otros cinco hijos muertos en la infancia. Eligió como lugar de entierro para la familia la colegiata de San Esteban del Castillo de Dreux.
En la noche del 6 al 7 de marzo de 1793 el cuerpo del duque, que había muerto el 4 de marzo en Bizy, es transportado y enterrado secretamente en Dreux entre el conde de Tolosa y su esposa. El 21 de noviembre de ese año, para expoliar los plomos de las sepulturas, las tumbas son violadas, los cuerpos son extraídos y "arrojados a un pozo de seis pies de profundidad" en el cementerio de los canónigos, cuya ubicación sería más tarde reconocida por Lefebvre y Cholet, exfuncionarios de los Borbón-Penthievre.
En septiembre de 1797, cuatro años después de ser encerrada en la cárcel de Luxemburgo, Luisa Adelaida de Borbón-Penthièvre, duquesa de Orleans, única hija viva del duque, es expulsada de Francia, con lo cual el castillo y la colegiata, propiedades de la duquesa desde la muerte de su padre, fueron confiscados en beneficio de la nación y vendidos el 2 de abril de 1798 al señor Pelletier, un maderero de Chartres, quien demolió parte de la iglesia para recuperar los materiales, y revende la propiedad en 1801 a François Belois, albañil de Dreux, quien permanecerá allí hasta 1816.
El 14 de febrero de 1816, la duquesa compra la tierra y manda construir una capilla a Charles-Philippe Cramail, un arquitecto parisino. Se inicia la obra a principios de mayo en el lugar donde se ubicaba la fosa común, y la primera piedra es colocada el 19 de septiembre. Algunos de los materiales procedían de la demolición de la antigua abadía benedictina de Culombios, cercana a Nogent-le-Roi, y de las ruinas del castillo de La Ferté-Vizconde.
En la primavera de 1839, la capilla de estilo neogótico fue ampliada por su hijo, el rey Luis Felipe I, quien la convirtió en lugar de entierro de su familia y descendientes, de ahí el nombre "Saint-Denis de Orleans". Le Nôtre y Victor Hugo han narrado el traslado de los cuerpos de sus antepasados el 23 de abril de 1844, a lo que contribuyó incluso el propio rey.
La capilla original de 1816 fue completada posteriormente con adiciones de estilo neogótico, y de 1843 a 1845 muchas de las ventanas fueron decoradas con maravillosas vidrieras, todas realizadas en Sèvres siguiendo los dibujos de Eugène Delacroix, Hippolyte Flandrin, Dominique Ingres - que reproducía los vitrales de la capilla funeraria de Neuilly (1842) -, Horace Vernet, Eugène Viollet-le-Duc, quienes diseñaron ornamentos arquitectónicos enmarcando doce figuras de santos y santas.
Veinte tumbas, agrupadas en torno a la sepultura real, están coronadas por figuras yacentes, obra de los mejores escultores de su tiempo.
La torre de la capilla de la Virgen alojaba una campana que fue destruida por un rayo en julio de 1875 y no fue reconstruida. El 15 de agosto de 1944, un obús alemán dañó la girola y destruyó tres de los ocho vitrales sobre la vida de San Luis colocados en 1843, así como esculturas y efigies.
Enrique de Orleáns, conde de París (1908-1999) legó el castillo de Dreux, así como la capilla, a la Fundación San Luis.

## Sepulturas de la familia de Orleans

### Capilla alta
- Capilla de la Virgen:

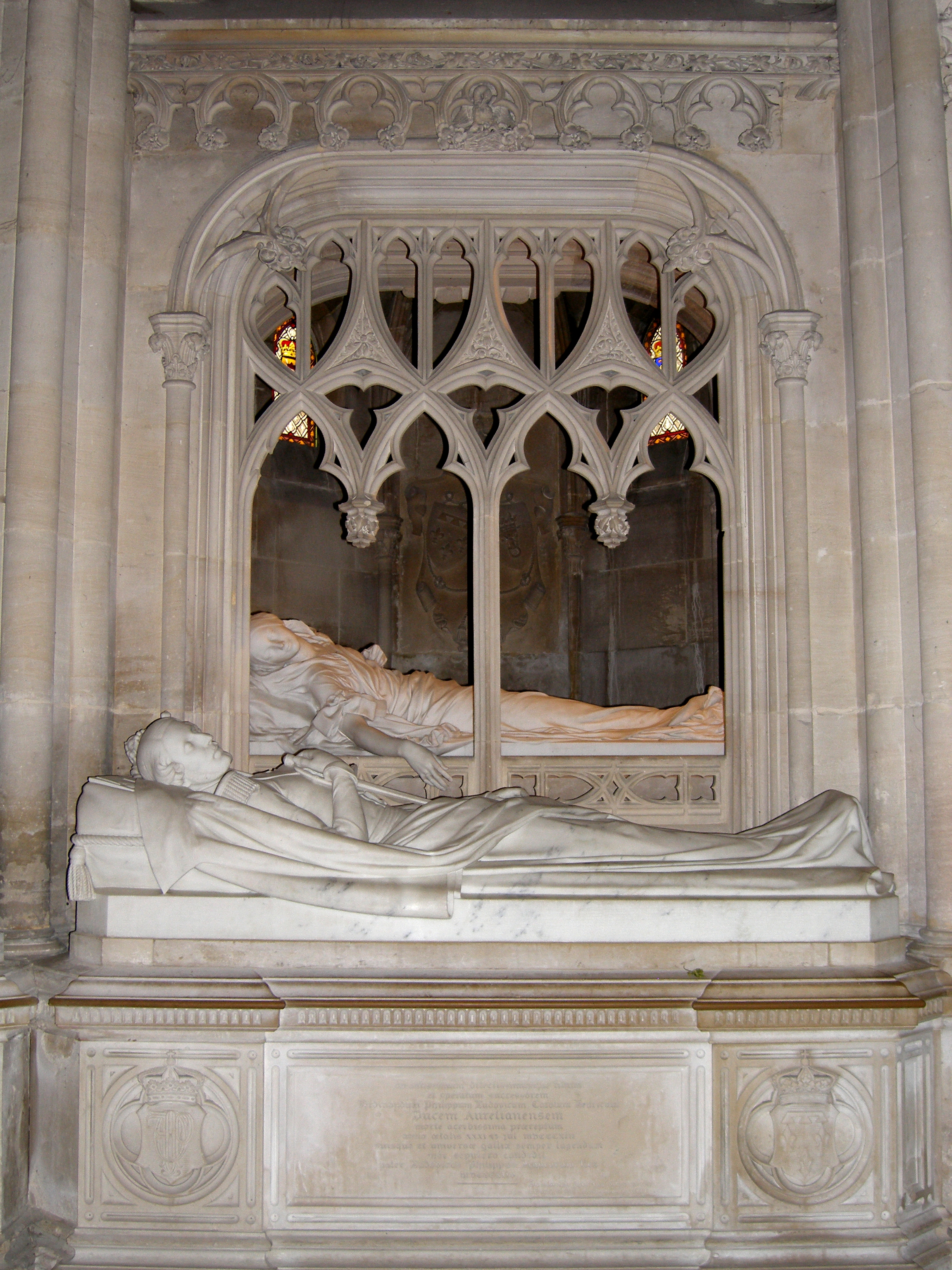
Capilla de la Virgen: Estatuas yacentes de Fernando de Orleans (01) y su esposa Elena de Mecklemburgo (02).

- 1 - Fernando Felipe de Orleans (1810-1842), príncipe real y duque de Orleans. Estatua yacente de Pierre Loison.
- 2 - Elena de Mecklemburgo-Schwerin (1814-1858), princesa real y duquesa de Orleans, esposa del anterior. Enterrada inicialmente en la capilla de San Carlos Borromeo de Weybridge, fue trasladada a Dreux en 1876. Debido a su confesión protestante descansa en una singular capilla adosada a la construcción principal. Estatua yacente de Henri Chapu.
- 3 - María Clementina de Austria (1798-1881), archiduquesa y princesa de Salerno, madre de la duquesa de Aumale. Enterrada inicialmente en la Basílica de Santa Clara en Nápoles junto a su marido, fue trasladada a Dreux pocos años después. Estatua yacente de Charles Joseph Lenoir.
- 4 - Adelaida de Orleans (1777-1847), Mademoiselle de Chartres, luego Mademoiselle de Orleans, hermana de Luis Felipe I, rey de los franceses. Figura yacente de Aimé Millet.
- 5 - Luisa María Adelaida de Borbón-Penthièvre, duquesa de Orleans (1753-1821), madre del rey Luis Felipe I. Figura yacente de Jean-Auguste Barre. Su tumba contiene también los restos de los Borbón-Penthièvre (ver: Sepulturas de los Borbón-Penthièvre).
- 6 y 7 - Luis Felipe I (1773-1850), rey de los franceses y su esposa María Amalia de Borbón-Dos Sicilias (1782-1866), enterrados inicialmente en la capilla de San Carlos Borromeo de Weybridge, el 9 de junio de 1876 fueron trasladados a Dreux (grupo escultórico de Antonin Mercié, 1886).

- Deambulatorio lado norte:

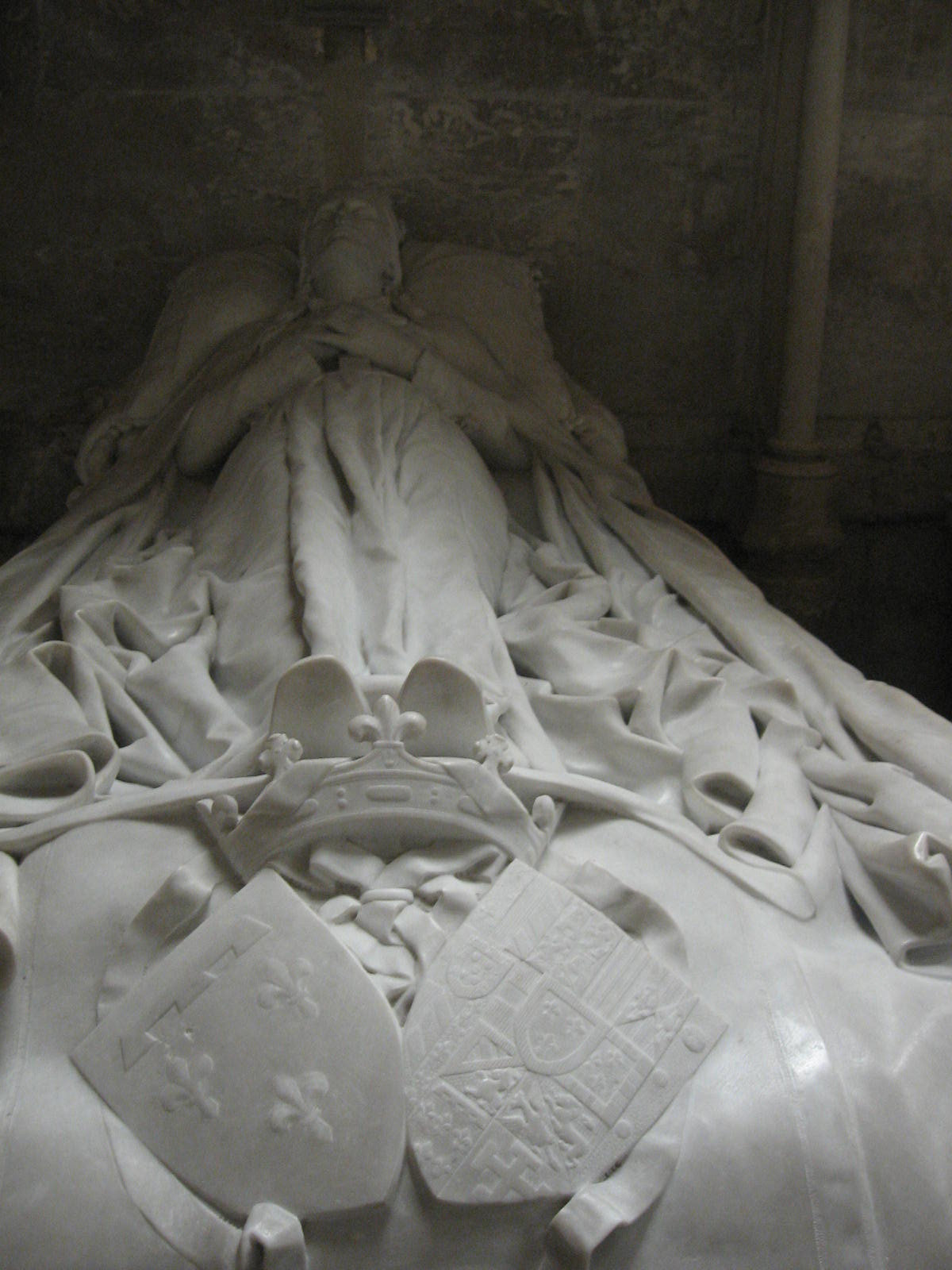
Deambulatorio lado norte: Estatua yacente de María Carolina de Borbón-Dos Sicilias, duquesa de Aumale (15).

- 8 - Batilde de Orleans (1750-1822), princesa de Condé y duquesa de Borbón. Hermana de Felipe Igualdad y tía de Luis Felipe I.
- 9 - Luis Felipe IV de Orleans (1838-1894), conde de París, enterrado inicialmente en la capilla de San Carlos Borromeo de Weybridge, fue trasladado a Dreux en 1958.
- 10 - María Isabel de Orleans (1848-1919), infanta de España y condesa de París, enterrada inicialmente en la capilla de San Carlos Borromeo de Weybridge, fue trasladada a Dreux en 1958.
- 11 - Luis Felipe V, duque de Orléans (1869-1926), fue trasladado a Dreux en 1931. Estatua yacente de Máximo Real del Sarte.
- 12 - Fernando de Orleans, «duque de Montpensier» (1884-1924). Estatua yacente por Máximo Real del Sarte.
- 13 - Victoria de Sajonia-Coburgo-Gotha (1822-1857), duquesa de Nemours, enterrada inicialmente en la capilla de San Carlos Borromeo de Weybridge, fue trasladada a Dreux en 1979.
- 14 - Enrique de Orleans, duque de Aumale (1822-1897). Estatua yacente de Paul Dubois.
- 15 - María Carolina de Borbón-Dos Sicilias (1822-1869), (15) duquesa de Aumale, enterrada inicialmente en la capilla de San Carlos Borromeo de Weybridge, fue trasladada a Dreux en 1876. Estatua yacente de Carlos José Lenoir.
- 16 - Francisco de Orleans (1854-1872), duque de Guisa, hijo del duque de Aumale.
- 17 - Luis Felipe de Orleans (1845-1866), príncipe de Condé, hijo del duque de Aumale.
- 18 a 24 - En una tumba doble los cuerpos de seis hijos del duque de Aumale, enterrados inicialmente en la capilla de San Carlos Borromeo de Weybridge, fueron trasladados a Dreux en 1876: Enrique (1847), una niña (1849), dos niños muertos en 1861 y 1864, y Francisco Pablo (1852).
- 25 y 26 - Fernando de Orleans (1859-1873), y su hermano Luis de Orleans (1867-1874), infantes de España. Hijos de los duques de Montpensier. Estatuas yacentes de Aimé Millet con la figura de "l'Enfant Voilé".
- 27 y 28 - Carlos de Orleans (1875) y Jaime de Orleans (1880-1881), hijos de Felipe de Orleans, conde de París. Grupo escultórico de Jules Franceschi.
- 29 - Carlos de Orleans (1820-1828), duque de Penthièvre, hijo del rey Luis Felipe I. Estatua yacente de Jacobo Pradier.

- Deambulatorio lado sur:

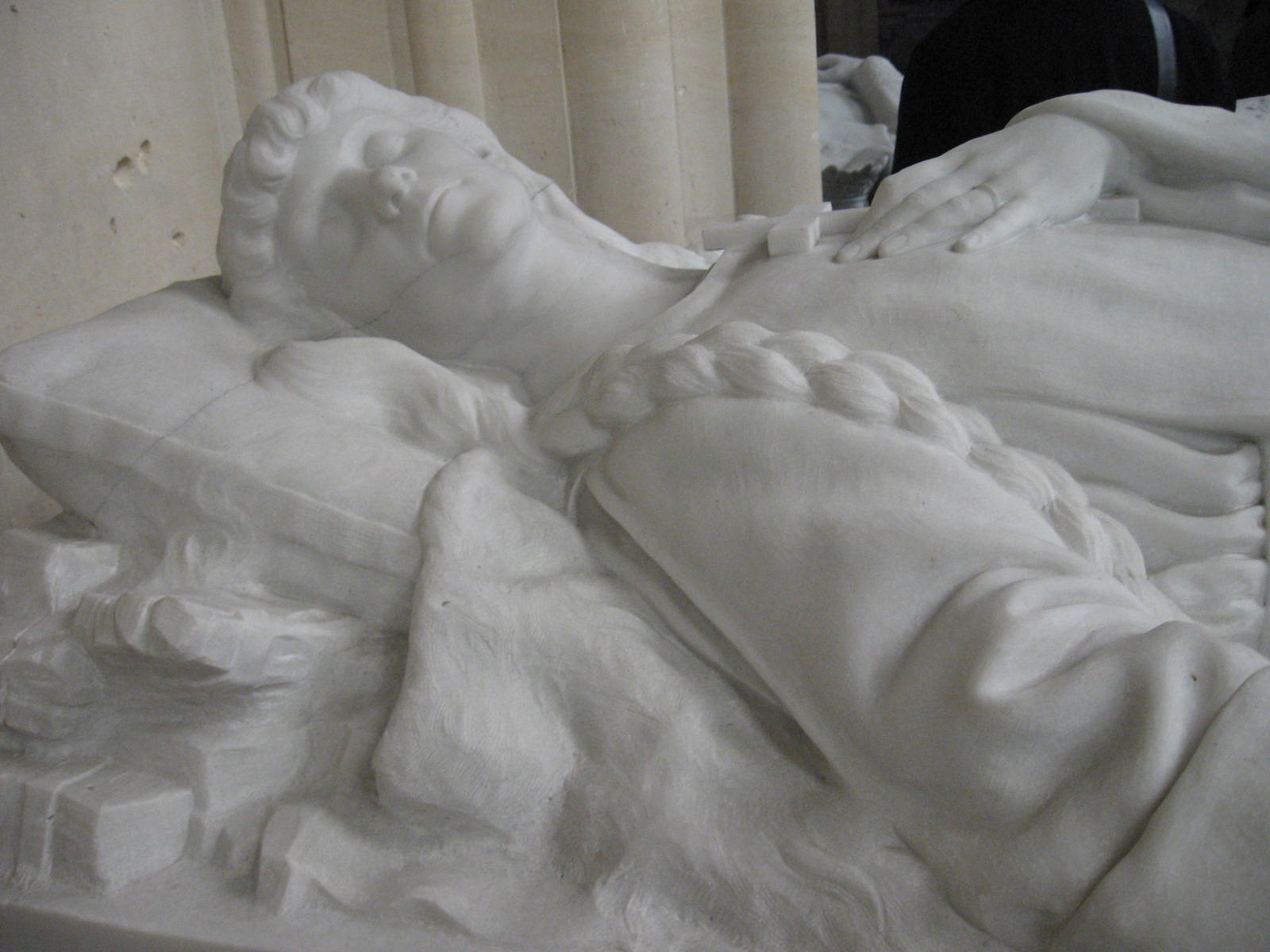
Deambulatorio lado sur: Estatua yacente de Sofía de Baviera, duquesa de Alençon (32), muerta trágicamente en el incendio del Bazar de la Charité.

- 30 - Francisca de Orleans (1816-1818), Mademoiselle de Montpensier. Estatua yacente de Jacobo Pradier.
- 31 - Luis de Orleans, duque de Nemours (1814-1896). Estatua yacente de Pedro Campagne.
- 32 - Sofía Carlota de Baviera (1847-1897), duquesa en Baviera y de Alençon, hermana de Sissi. Estatua yacente de Carlos Alberto Walhain.
- 33 - Fernando de Orleans, duque de Alençon (1844-1910), esposo de Sofía Carlota de Baviera. Estatua yacente de Carlos Alberto Walhain.
- 34 - Francisco de Orleans, príncipe de Joinville (1818-1900). Estatua yacente de Antonin Mercié.
- 35 - Francisca de Braganza (1824-1898), princesa del Brasil y de Joinville, hija del emperador Pedro I de Brasil.
- 36 y 37 - Hijos de Francisco de Orleans y del duque de Chartres.
- 38 y 39 - En una tumba doble los duques de Guisa: Juan de Orleans, duque de Guisa (1874-1940) y su esposa Isabel de Orleans (1878-1961).
- 40 - Pedro de Orleans (1845-1919), duque de Penthièvre.
- 41 - Sofía de Orleans (1898-1928), hija del duque de Vendôme. Estatua yacente de Carlos Alberto Walhain.
- 42 - Manuel de Orleans, duque de Vendôme (1872-1931).
- 43 - Enriqueta de Bélgica (1870-1948), duquesa de Vendôme.
- 44 - Roberto de Orleans (1866-1885), hijo del duque de Chartres.
- 45 - Enrique de Orleans (1867-1901), hijo del duque de Chartres. Estatua yacente de Antonin Mercié.
- 46 - Francisca de Orleans (1844-1925), duquesa de Chartres. Estatua yacente de Pablo Gasq.
- 47 - Roberto de Orleans, duque de Chartres (1840-1910). Estatua yacente de Antonin Mercié.
- 48 - María de Orleans (1813-1839), duquesa de Wurtemberg, hija del rey Luis Felipe I. Estatua yacente de Héctor Lemaire, ella esculpió el ángel de la resignación que corona su tumba.

### Capilla baja
- Cripta circular Ver imagen:

- 49 - Isabel de Orleáns-Braganza y Dobrzensky (1911-2003), condesa de París. Abuela paterna del actual conde de París.
- 50 - Francisco de Orleans (1935-1960), duque de Orleans.
- 51 - Enrique de Orleans (1908-1999), conde de París.
- 52 - Enrique de Orleans (1933-2019), conde de París.

- Cripta galería:

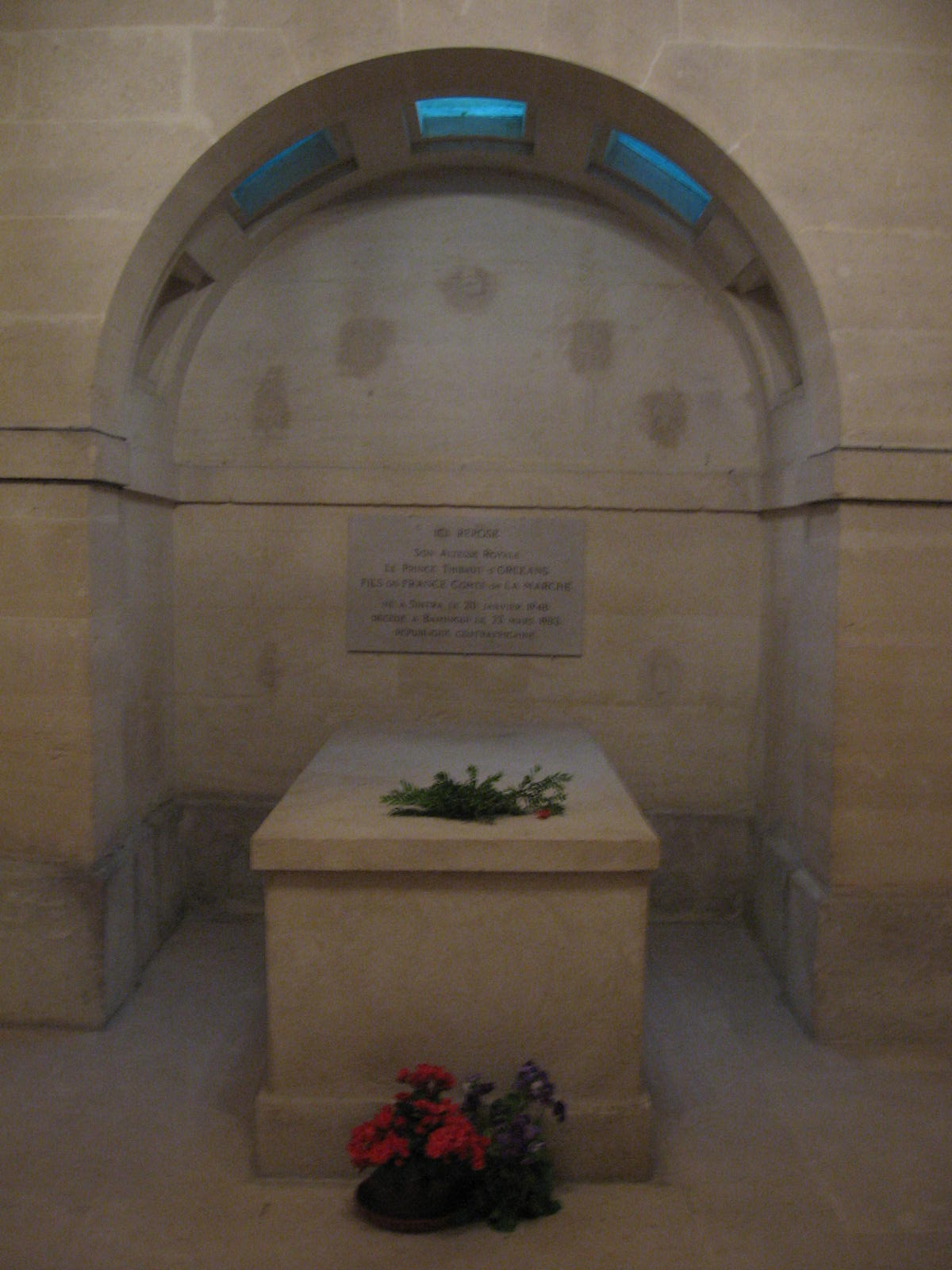
Cripta galería: Tumba de Teobaldo de Orleans (56).

- 53 - Antonio Gastón de Orleans-Braganza (1881-1918). Príncipe del Brasil.
- 54 - Luis Felipe de Orleans-Braganza (1878-1920), príncipe imperial del Brasil, hijo de Gastón de Orleans, conde de Eu. Estatua yacente por Juan Magrou.
- 55 - María Pía de Borbón-Dos Sicilias (1878-1973), princesa imperial del Brasil, su esposa.
- 56 - Luis Gastón Antonio de Orleans-Braganza (1911-1931).
- 56 - Teobaldo de Orleans (1948-1983), conde de La Marche.
- 57 - Luis Felipe de Orleans (1979-1980), hijo del conde de La Marche.

Las estatuas yacentes de Antonio de Orleans (1775-1807), duque de Montpensier, enterrado en la abadía de Westminster, copia de Trouchaud de una obra de Westmacott, y la de Luis Carlos de Orleans, conde de Beaujolais, por Pradier, enterrado en la catedral de San Juan en Malta fueron llevadas del museo del Palacio de Versalles para ser emplazadas en la capilla en 1986 (fuente: J.LELIEVRE, "la chapelle royale de Dreux", SAEP édition, 1986).
Tres copias de estos cenotafios se encuentran en la nave de la capilla neoclásica del castillo de Randan (1831), propiedad auvernesa de Adelaida de Orleans de 1821 a 1847.
- Criptas inferiores en la antigua "Cripta de Penthièvre":

- 58 - Luis Francisco II de Borbón-Conti (1734-1814), príncipe de Conti, cuñado del duque de Penthièvre, muerto en el exilio en Barcelona y trasladado a Dreux en 1844.
- 59 - Urna con el corazón de Felipe II de Orleans (1674-1723), regente de Francia durante la minoría de Luis XV.
- 60 - Urna con los restos de un miembro de la familia Borbón-Conti.
- 61 - Urna con el corazón de Mademoiselle de Montpensier (1816-1818), hija de Luis Felipe I de Francia.

- Ubicación indeterminada:

- 62 - Carlos Felipe de Orleans (1905-1970), duque de Nemours.
- 63 - Margarita Watson (1899-1993), duquesa de Nemours.
- 64 - Jaime María Rouzet, conde de Folmont.
- 65 - El corazón del duque de Penthièvre habría sido salvado y estaría en la capilla.

## Sepulturas de losBorbón-Penthièvre
La tumba de la duquesa de Orleans contiene también los restos de los Borbón-Penthièvre:
- 66 - Luis Alejandro de Borbón (1678–1737), conde de Tolosa. Hijo del Rey Luis XIV y Madame de Montespan.
- 67 - María Victoria de Noailles (1688-1766), condesa de Tolosa.
- 68 - Luis Juan María de Borbón (1725-1793), duque de Penthièvre.
- 69 - María Teresa de Este-Módena (1726-1754), duquesa de Penthièvre.
- 70 - Luis María de Borbón (1746-1749), duque de Rambouillet.
- 71 - Luis de Borbón, príncipe de Lamballe (1747-1768).
- 72 - María Teresa de Saboya-Carignano. Princesa de Saboya y viuda del príncipe de Lamballe, murió linchada durante las masacres de septiembre durante la Revolución Francesa. (1749-1792)
- 73 - Juan María de Borbón (1748-1755), duque de Châteauvillain.
- 74 - Vicente de Borbón (1750-1752), conde de Guingamp.
- 75 - María Luisa de Borbón (1751-1753), Mademoiselle de Penthièvre.
- 76 - Luis de Borbón (1754, niño muerto).